# Melanolophia immarcata
Melanolophia immarcata är en fjärilsart som beskrevs av William Schaus 1901. Melanolophia immarcata ingår i släktet Melanolophia, och familjen mätare. Inga underarter finns listade i Catalogue of Life.